# Кралендайк
Кралендайк е административен център на острова Бонер (Нидерландски Антили) – зависима територия на Кралство Нидерландия.
Има население т 3061 души (2006). Градът е основен търговски център на Бонер и негово главно пристанище. Обслужва се от международното летище Фламинго.
От морето се вижда неголяма група от малки здания, украсени в меки, пастелни цветове. Там се намират повечето от правителствените сгради, има също магазини, хотели, ресторанти и барове.
Основна забележителност е Форт Оранж, в който понастоящем се разполага пристанищен офис, а също така и принадлежащият към него каменен фар и Музей на Бонер.